# خیال‌پردازی (آلبوم لاتویا جکسون)
خیال‌پردازی (انگلیسی: Imagination) چهارمین آلبوم استودیویی لاتویا جکسون خواننده و ترانه‌سرای آمریکایی است. این آلبوم توسط اپیک رکوردز منتشر شد.

## منبع
1. ↑  «Wayback Machine». web.archive.org. ۲۰۱۸-۰۷-۰۴. بایگانی‌شده از اصلی در ۴ ژوئیه ۲۰۱۸. دریافت‌شده در ۲۰۲۳-۰۲-۰۹. بیش از یک پارامتر |نشانی بایگانی= و |archive-url= داده‌شده است (کمک); بیش از یک پارامتر |تاریخ بایگانی= و |archive-date= داده‌شده است (کمک)